# Dorchester, Nebraska
Dorchester är en ort i Saline County i delstaten Nebraska, USA.